# بوروواتس (بویانوواتس)
بوروواتس (به صربی: Borovac) یک منطقهٔ مسکونی در صربستان است که در بوجانوواچ واقع شده‌است. بوروواتس ۱۶۶ نفر جمعیت دارد.